# Saint-Nicolas-de-la-Haie
 Saint-Nicolas-de-la-Haie  es una población y comuna francesa, situada en la región de Alta Normandía, departamento de Sena Marítimo, en el distrito de Ruan y cantón de Caudebec-en-Caux.

## Demografía
| 185 | 178 | 176 | 268 | 348 | 379 |
| Para los censos de 1962 a 1999 la población legal corresponde a la población sin duplicidades (Fuente: INSEE [Consultar]) |     |     |     |     |     |